# カステルヴェーネレ
カステルヴェーネレ（イタリア語: Castelvenere）は、イタリア共和国カンパニア州ベネヴェント県にある、人口約2,700人の基礎自治体（コムーネ）。

## 地理

### 位置・広がり
ベネヴェント県のコムーネ。県都ベネヴェントから西北西へ23kmの距離にある。

#### 隣接コムーネ
隣接するコムーネは以下の通り。
- グアルディア・サンフラモンディ
- サン・ロレンツェッロ
- サン・サルヴァトーレ・テレジーノ
- ソロパーカ
- テレーゼ・テルメ

## 行政

### 分離集落
カステルヴェーネレには、以下の分離集落（フラツィオーネ）がある。
- Bagni Vecchi-Olivella, Fedeli, Marraioli, San Tommaso